# Sielakiewicz
Sielakiewicz – uroczysko-dawna miejscowość w Polsce, w województwie podlaskim, w powiecie hajnowskim, w gminie Czeremcha.
Nazwa figurowała w rozporządzaniu o miejscowościach jako część wsi Berezyszcze, nazwa zniesiona w 2015 roku.
W latach 1975–1998 miejscowość administracyjnie należała do województwa białostockiego.